# Этналенд
Этналенд (итал. Etnaland, от названия вулкана Этна и англ. land — страна) — развлекательный комплекс под открытым небом в Бельпассо на острове Сицилия.
Изначально на месте Этналенда был небольшой зоопарк, затем в 2001 году рядом был построен большой аквапарк, в котором сразу были сконструированы множество водных горок и аттракционов. Позднее, в 2005 году к аквапарку был пристроен ещё один аттракцион — «Крокодильи горки». С 2007 года зоопарк, аквапарк и «крокодильи горки» были объединены в один развлекательный комплекс под названием Etnaland, в котором к тому времени была отделана четвёртая и пятая зоны отдыха — зона лазерного шоу и парк динозавров.

## Развлекательные зоны Этналенда

### Аквапарк
На выбор представлены более 20 различных водных горок и трасс, от спокойных, до закрученных, в том числе есть горки и водопады для детей.

### Зоопарк
Зоопарк с различными животными: тигры, попугаи, фламинго, медведи и другие.

### Crocodile rapids (Крокодильи горки)
Представляет собой спуск в 9-местной лодке по искусственно созданной реке с порогами, плотно населённой различными животными (сконструированными в полный рост), такими как слон, гиппопотам, фламинго и прочими. При спуске придётся также отразить нападение летучих мышей и отбить атаку крокодилов. Животные не представляют никакой опасности, так как являются всего лишь макетами.

### Парк динозавров
Построенные в натуральную величину доисторические гиганты.

### Лазерное шоу
С помощью трёхмерных лучей лазера создаются объёмные фигуры в тумане, игра света и другие эффекты.